# Мельников Сергій Сергійович
Сергій Сергійович Мельников (рос. Сергей Сергеевич Мельников; 6 квітня 1982, Красноармійка, КРСР — 17 травня 2023, Васюківка, Україна)— російський військовик, рядовий ПДВ РФ. Герой Російської Федерації.

## Біографія
В 1999 році закінчив Сєвєро-Любінську середню загальноосвітню школу і вступив в Омський державний аграрний університет. В 2002—2004 роках проходив строкову службу в прикодонних частинах Ставропольського краю. Після звільнення в запас продовжив навчання і в 2006 році закінчив університет. З серпня 2007 року — лаборант та інженер-хімік групи хімічного аналізу ЗАТ «Полюс». З квітня 2019 року — майстер полімерно-бітумних сумішей ВАТ «Омськкрівля». Заочно закінчив Інститут економіки та фінансів Омського державного аграрного університету.
На початку жовтня 2022 року призваний в ЗС РФ і з 25 жовтня брав участь у вторгненні в Україну, розвідник-навідник розвідувального взводу 1-го парашутно-десантного батальйону 137-го парашутно-десантного полку. Загинув у бою. Похований в Омську.

## Нагороди
- Звання «Герой Російської Федерації» (8 листопада 2023, посмертно) — «за мужність і героїзм, проявлені під час виконання військового обов'язку.» 23 грудня медаль «Золота зірка» була вручена рідним Мельникова губернатором Омської області Віталієм Хоценко.